# قناة اليرموك
قناة اليرموك فضائية أردنية إخبارية متنوعة، تأسست عام 2012، كانت تبث على قمر نايلسات حتى مايو 2024.

## برامج
- استوديو اليرموك، عمر عياصرة وينال فريحات.
- برنامج بيتكم عامر، دعاء جبر.
- سيرة المصطفى د. علي الصلابي.
- سلسلة التفسير، لبسام جرار.[5]
- العودة إلى الطبيعة، سمير الحلو .
- برنامج دين ودنيا، مع د أحمد نوفل.
- برنامج أعرف عدوك، مع سلطان العجلوني.
- برنامج علامات الساعة، مع د. محمد طعمة القضاة.

## إغلاق مكاتبها

### 2015
في 31 أغسطس 2015 أصدرت القناة بيانًا قالت فيه أنها تفاجأت بقيام هيئة الإعلام مصحوبة بالأجهزة الأمنية بإغلاق أستوديوهات البث المباشر للقناة دون سابق إنذار، وبحسب تصريح يُنسب لمدير الهيئة، فإن بث القناة أوقف لأسباب تتعلق بالترخيص.
بعد أشهر من القرار لجأت القناة إلى البث الفضائي بشكل مختلف، وذلك عبر تسجيل برامجها وإرسالها إلى شركة جلف سات في دولة الكويت لتقوم ببث برامج القناة بشكل غير مباشر من خلال المساحة الفضائية التي تملكها على الأقمار الصناعية.

### 2024
في 7 مايو 2024 حضرت الأجهزة الأمنية الأردنية يُرافقها موظفي هيئة الإعلام إلى مكاتب قناة اليرموك في عمّان، واستنادًا على أمرٍ من المدعي العام، قاموا بتفتيش القناة ومصادرة أجهزة البث، وأحالت القيّمين عليها إلى المدعي العام بتهمة البث من المملكة دون ترخيص رسمي.

## روابط خارجية
- البث المباشر للقناة - بال لاب